# Ильин, Андрей Витальевич
Андрей Витальевич Ильин (род. 24 февраля 1963, Ленинград, СССР) — историк права, кандидат юридических наук, доцент кафедры теории и истории права и государства юридического факультета СПбГУ, заместитель декана Юридического факультета СПбГУ по научной работе — председатель научной комиссии юридического факультета СПбГУ.

## Биография
Андрей Витальевич Ильин родился 24 февраля 1963 года в Ленинграде. В 1985 году с отличием окончил обучение на историческом факультете Ленинградского государственного педагогического университета им. А. И. Герцена. В 1985—1987 годах работал учителем истории и советского права в 143 средней школе Ленинграда. В 1989 году окончил обучение в очной целевой аспирантуре ЛГУ по специальности «теория и история государства и права, история политических и правовых учений», защитив диссертацию на тему «Особые совещания Российской Империи: Их место и роль в государственном механизме (1917 — февраль 1917 гг.)». Женат на Ильиной Анастасии Витальевне, филологе-германисте, имеет двух дочерей: Татьяну (1998) и Лидию (2001).

## Научная и преподавательская деятельность
В 1990—1993 годах — ассистент, старший преподаватель кафедры права и методики правового воспитания РГПУ им. А. И. Герцена. В 1993-94 годах — старший преподаватель, с 1994 года — доцент кафедры теории и истории государства и права СПбГУ. С 1996 года — ответственный секретарь-член редколлегии общественного научно-теоретического журнала «Известия высших учебных заведений. Правоведение», с 2008 года главный редактор. Автор более 60 работ по истории государства и права России и зарубежных стран и преподаванию этих дисциплин в юридических вузах. Широкая научная специализация — история государства и права. Узкая научная специализация — право Российской империи XX в.

## Награды
- Лауреат университетской премии (СПбГУ) 2003 г. «За научные труды» первой степени за монографию «Институт генерал-губернаторства и наместничества в Российской Империи» (в соавторстве).
- Почетный работник высшего профессионального образования РФ (2007 г.)
- Почетный диплом Комитета по гражданскому, уголовному, арбитражному и процессуальному законодательству Государственной Думы Федерального Собрания Российской Федерации (2008 г.).
- Статуэтка Фемиды и Почетный диплом Губернатора Санкт-Петербурга и Президента Ассоциации юристов Санкт-Петербурга и Ленинградской области «за многолетний труд и большой личный вклад в укрепление законности, воспитание и подготовку высокопрофессиональных юристов, просветительскую деятельность, защиту прав и свобод граждан во имя торжества справедливости и построения правового государства» (2009 г.).

## Публикации
- Упразднение института генерал-губернаторов в 1917 г. // Институт генерал-губернаторства и наместничества в Российской империи: В 2 т. Т. 1 / глав. ред. В. В. Черкесов; науч. ред. Д. И. Луковская, Д. И. Раскин. СПб.: Изд во С. Петербургского ун та, 2001.
- Импичмент главы государства: историко-теоретические акценты // Известия вузов. Правоведение. 2004. № 5. СПб., 2005.
- Ключевые вопросы истории государства и права зарубежных стран. Учебно-методическое пособие для студентов-юристов. СПб.: Санкт-Петербургский государственный ун-т, 1994 (соавт. Ливанцев К. Е.).
- Памяти Алексея Ивановича Королева // Известия вузов. Правоведение. СПб., 2007. № 2. С. 262—266 (соавт. Тимошина Е. В.).
- Об Особом совещании по устройству беженцев (1915 — февраль 1917 гг.) // Известия вузов. Правоведение. Л., 1991. № 5.
- История государства и права // Обществознание. Учеб. пособие для поступающих в юридические вузы / под ред. Н. И. Мацнева. 2-е изд. СПб.: «Лань», 2001 (соавт. Карамышев О. М.).
- Рец. на: Принципы права. Материалы всероссийской научно-теоретической конференции. Санкт-Петербург, 30 ноября 2006 г. / сост. С. В. Волкова, Н. И. Малышева; под общ. ред. Д. И. Луковской // Известия вузов. Правоведение. СПб., 2009. № 1 (соавт. Волкова С. В., Малышева Н. И.).
- Российское право // Там же. С. 52-71 (соавт. Карамышев О. М.).
- Государство: основные понятия // Обществознание. Учебный курс для поступающих в вузы / под ред. Д. И. Луковской, Е. Б. Хохлова. 7-е изд., перераб. и доп. СПб.: Издательский дом Санкт-Петербургского ун та, 2009 (соавт. Козлихин И. Ю., Козлов В. А.).
- Право // Основы государства и права. Учеб. пособие для поступающих в вузы / под ред. Н. И. Мацнева. 3-е изд., перер. и доп. СПб.: Изд-во СПбГУ, 1998. С. 20-52.
- Первая Российская Конституция // Законодательные ведомости Санкт-Петербурга. 1995. № 13-14. СПб., 1996.
- Памяти Виталия Ивановича Старцева // Известия вузов. Правоведение. СПб., 2000. № 4.
- Комплекс Основных Законов Российской империи 1906—1917 гг.: составляющие элементы и принципы иерархии // Принципы права: Материалы всероссийской науч.-практ. конференции: Санкт-Петербург, 30 ноября 2006 г. / под ред. Д. И. Луковской; сост. С. В. Волкова, Н. И. Малышева. СПб.: Изд-во Санкт-Петербургского университета, 2007.
- Конституционный статус российских подданных по Основным государственным законам 1906 г. // Права человека: вопросы истории и теории. Материалы научно-теоретической конференции 24 апреля 2004 года / сост. Е. В. Тимошина, И. А. Чекунов; под общ. ред. Д. И. Луковской. СПб.: Издательский дом СПбГУ, 2004 [2005].
- Конституционный свод России: к постановке проблемы // Известия вузов. Правоведение. СПб., 1998. № 1.
- Генерал-губернаторы в эпоху войн и революций // Институт генерал-губернаторства и наместничества в Российской империи: В 2 т. Т. 1 / глав. ред. В. В. Черкесов; науч. ред. Д. И. Луковская, Д. И. Раскин. СПб.: Изд во С. Петербургского ун та, 2001 (соавт. Карамышев О. М.).
- Первый закон о выборах в Государственную Думу Российской Империи: опыт историко-правового анализа // Известия вузов. Правоведение. СПб., 2006. № 1 (соавт. Хохлов Е. Б.).
- Из истории права. Многоуровневый учебник. 5-е и 6-е стереотип. изд., испр. и доп. СПб.: СпецЛит; [М.: ООО «АСТ»], 2001 (соавт. Морозова С. А.).
- Из истории возникновения государства // Права человека в свободной стране. Учеб. пособие по правоведению для 8-9 классов средней общеобразоват. школы / сост. Н. И. Элиасберг. 1—6 изд., стереотип. СПб.: Специальная литература, 1996; 1998; 2001.
- Рец. на: Ефремова Н. Н. Становление и развитие судебного права в России XVIII — начала XX в. (историко-правовое исследование). Монография // Известия вузов. Правоведение. СПб., 2008. № 3 (соавт. Волкова С. В., Малышева Н. И.).
- Институт отречения монарха в контексте Основных Законов Российской империи 1906—1917 гг. // Правовой статус и правосубъектность лица: теория, история, компаративистика. Материалы VIII международной научно-теоретической конференции. Санкт-Петербург, 14-15 декабря 2007 года. В 2 ч. / под общ. ред. Р. А. Ромашова, Н. С. Нижник. Ч. II. СПб.: Санкт-Петербургский университет МВД России, 2007.
- Новое исследование об истоках российского конституционализма: размышления над книгой И. А. Кравца «Конституционализм и российская государственность в начале XX века» // Известия вузов. Правоведение. СПб., 2002. № 1.
- О преподавании теории и истории государства и права // Известия вузов. Правоведение. 1995. № 3. СПб., 1996 (соавт. Волкова С. В.).
- Из истории возникновения права // Права человека в свободной стране. Учеб. пособие по правоведению для 8-9 классов средней общеобразоват. школы / сост. Н. И. Элиасберг. 1—6 изд., стереотип. СПб.: Специальная литература, 1996; 1998; 2001.
- Юридические основания сословных корпораций дворянства в великорусских губерниях Российской Империи // История российских дворянских организаций и учреждений, их сегодняшнее состояние и перспективы развития. Материалы ко Второму научному семинару / отв. вып. А. А. Шумков. СПб.: Санкт-Петербургское Дворянское Собрание, 1996 (соавт. Карамышев О. М.).